# شو ایناگاکی
شو ایناگاکی (انگلیسی: Sho Inagaki؛ زادهٔ ۲۵ دسامبر ۱۹۹۱) بازیکن فوتبال اهل ژاپن است.